# Marsdenia haitiensis
Marsdenia haitiensis är en oleanderväxtart som beskrevs av Ignatz Urban. Marsdenia haitiensis ingår i släktet Marsdenia och familjen oleanderväxter. Inga underarter finns listade i Catalogue of Life.